# Гаррэдд, Гордон
Гордон Дж. Гаррэдд (англ. Gordon J. Garradd, 1959) — австралийский астроном и фотограф, первооткрыватель астероидов, родившийся в Австралии в 1959 году в штате Новый Южный Уэльс. Гордон работал во многих астрономических учреждениях США и Австралии, большей частью в обсерватории Сайдинг-Спринг, а также участвовал в обзорах Сайдинг-Спринг и Маунт-Леммон. 
В период 1993 по 2000 год им было обнаружено в общей сложности 29 астероидов. Кроме того, он является первооткрывателем 12 комет, открытых с 2006 по 2010 год, в том числе 4 короткопериодических, а также 4 новых звёзд в Большом Магеллановом Облаке.
В знак признания его заслуг в честь него был назван астероид (5066) Гаррэдд.
| Открыл комет: 16    | Открыл комет: 16 |
| ------------------- | ---------------- |
| C/2006 L1 (Гаррэдд) | 4 июня 2006      |
| C/2006 O2 (Гаррэдд) | 30 июля 2006     |
| 186P/Гаррэдд        | 25 января 2007   |
| C/2007 E1 (Гаррэдд) | 13 марта 2007    |
| 296P/Гаррэдд        | 28 марта 2007    |
| P/2007 R4 (Гаррэдд) | 12 августа 2007  |
| C/2007 Q1 (Гаррэдд) | 21 августа 2007  |
| C/2008 E3 (Гаррэдд) | 5 марта 2008     |
| C/2008 J5 (Гаррэдд) | 13 мая 2008      |
| P/2008 R1 (Гаррэдд) | 15 июля 2008     |
| C/2008 P1 (Гаррэдд) | 13 августа 2008  |
| C/2008 Q3 (Гаррэдд) | 29 марта 2009    |
| C/2009 P1 (Гаррэдд) | 13 августа 2009  |
| C/2009 U1 (Гаррэдд) | 17 октября 2009  |
| C/2010 E1 (Гаррэдд) | 11 марта 2010    |
| C/2010 H1 (Гаррэдд) | 16 апреля 2010   |

| Открыл астероидов: 29 | Открыл астероидов: 29 |
| --------------------- | --------------------- |
| (6027) 1993 SS2       | 23 сентября 1993      |
| (6874) 1994 JO1       | 9 мая 1994            |
| (8201) 1994 AH2       | 5 января 1994         |
| (10150) 1994 PN       | 7 августа 1994        |
| (10180) 1996 EE2      | 15 марта 1996         |
| (10578) 1995 LH       | 5 июня 1995           |
| (10824) 1993 SW3      | 24 сентября 1993      |
| (14916) 1993 VV7      | 10 ноября 1993        |
| (14921) 1994 QA       | 16 августа 1994       |
| (23621) 1996 PA       | 5 августа 1996        |
| (24814) 1994 VW1      | 10 ноября 1994        |
| (26895) 1995 MC       | 23 июня 1995          |
| (30956) 1994 QP       | 27 августа 1994       |
| (37651) 1994 GX       | 3 апреля 1994         |
| (55820) 1995 FW       | 25 марта 1995         |
| (55843) 1996 PD1      | 9 августа 1996        |
| (61342) Lovejoy       | 3 августа 2000        |
| (65757) 1994 FV       | 21 марта 1994         |
| (69350) 1993 YP       | 17 декабря 1993       |
| (69357) 1994 FU       | 21 марта 1994         |
| (96298) 1996 RE26     | 6 сентября 1996       |
| (100210) 1994 LD1     | 15 июня 1994          |
| (100211) 1994 PF1     | 7 августа 1994        |
| (100244) 1994 QB      | 16 августа 1994       |
| (102530) 1999 UF4     | 30 октября 1999       |
| (123302) 2000 UW112   | 19 октября 2000       |
| (162037) 1996 BW3     | 26 января 1996        |
| (178680) 2000 RB9     | 9 сентября 2000       |
| (228215) 1996 DD2     | 26 февраля 1996       |